# سانشاین اکریز، فلوریدا
سانشاین اکریز (به انگلیسی: Sunshine Acres) یک منطقهٔ مسکونی در ایالات متحده آمریکا است که در شهرستان براوارد، فلوریدا قرار دارد. سانشاین اکریز ۲٫۷ کیلومتر مربع مساحت و ۸۲۷ نفر جمعیت دارد.